# Суховей
Суховей е вятър с висока температура на въздуха (20 – 25°С), ниска относителна влажност (понякога под 30%) и голям дефицит на влага (над 20 – 22 милибара). Наблюдава се през лятото в степните и полупустинни райони на Югоизточна Европа, Казахстан и Южен Сибир. Подобни на суховея са ветровете сироко, хамсин, самум, духащи в райони със сух климат (Северна Африка, Югозападна Азия, Австралия). Суховеите се образуват главно по южните периферии на антициклоните и заемат определен регион. В Югоизточна Европа те са с преобладаващо източно (от Казахстан) или южно (от Мала Азия) направление при скорост на вятъра над 5 m/s, с отделни пориви до 15 – 20 m/s, а понякога и повече. За разлика от сухите южни ветрове, суховеите са със сравнително къса продължителност (обикновено няколко денонощия). Високата температура и ниската влажност на въздуха при тях се явяват резултат от местната трансформация (прегряване) на въздушните маси, преди всичко с арктичеески произход, над силно нагрятата земна повърхност и низходящите движения на въздуха в антициклоните. Те усилват транспирацията и изпарението от повърхността на почвата, нарушават водния и топлинен режим на растенията. В съчетание с недостатъчната влага в почвата това може да доведе до увяхване и даже до загиване на земеделските култури. Вредното им действие се смекчава чрез изграждане на полезащитни пояси, снегозадържане и други агротехнически мероприятия, съдействащи за натрупването на достатъчно влага в почвата.